# Kaley Cuoco
Kaley Christine Cuoco (Camarillo, 30 november 1985) is een Amerikaanse actrice, die internationaal bekend is door haar rol van Penny in de Amerikaanse sitcom The Big Bang Theory. Ze werd in 2021 genomineerd voor een Emmy Award voor haar hoofdrol in The Flight Attendant.

## Biografie
Cuoco verscheen vanaf haar zesde als model en in reclamespotjes in de media. Haar eerste rol was in de film Quicksand: No Escape (1992), op haar zevende. Bij het grote publiek kreeg zij bekendheid met haar rol als Bridget Hennessy in de Emmy Award-winnende sitcom 8 Simple Rules en later door een rol in het laatste seizoen in de populaire serie Charmed.
Haar internationale doorbraak kreeg ze echter met haar rol als Penny in de serie The Big Bang Theory. Voor deze rol kreeg zij in 2012 een Satellite Award uitgereikt in de categorie 'beste actrice in een comedyserie'. In 2012 en 2013 presenteerde zij de uitreiking van de People's Choice Awards. In 2014 kreeg ze een ster op de Hollywood Walk of Fame.

## Privé
Kaley Cuoco woont al haar hele leven in de San Fernando Valley in Californië. Vanaf 2008 had zij twee jaar een relatie met tegenspeler Johnny Galecki, die in The Big Bang Theory Leonard Hofstadter speelt.
Van oudejaarsavond 2013 tot herfst 2015 was Cuoco getrouwd met tennisspeler Ryan Sweeting.
Sinds 2022 is Cuoco samen met acteur Tom Pelphrey.  Ze maakten hun eerste publieke opwachting als koppel bij een ‘Hollywood Walk of Fame’ ceremonie in mei 2022. Cuoco en Pelphrey kondigden in oktober 2022 via Instagram aan dat zij hun eerste kind verwachtten. Hun dochter Matilda werd geboren op 30 maart 2023.
Kaley Cuoco heeft een jongere zus, Briana, die ook acteert.

## Filmografie

### Als actrice

#### Films
- 1992: Quicksand: No Escape als Connie Reinhardt
- 1995: Virtuosity als Karin
- 1997: Picture Perfect als 'Little Girl'
- 1997: Toothless als Lori
- 1998: Mr. Murder als Charlotte Killwater
- 2000: Alley Cats Strike als Elisa Bowers
- 2000: Growing Up Brady als Maureen McCormick
- 2000: Can't Be Heaven als Teresa Powers
- 2001: Lucky 13 als Sarah Baker
- 2004: Debating Robert Lee als Maralee Rodgers
- 2004: 10.5 als Amanda Williams
- 2004: Boss Girl als Brooke Sarto
- 2004: The Hollow als Karen
- 2004: Crimes of Fashion als Brooke Sarto
- 2006: Seperated at Worth als Gabby
- 2006: Bratz: Passion 4 Fashion - Diamonds als Kirstee Smith (stem)
- 2007: The Cougar Club als Amanda
- 2007: To Be Fat Like Me (televisiefilm) als Alyson Schmidt
- 2008: Killer Movie als Blanca Champion
- 2010: The Penthouse als Erica
- 2011: Hop als Sam O'Hare
- 2012: Drew Peterson: Untouchable (televisiefilm) als Stacy Peterson
- 2012: Ultimate Gamer: Diablo 3 (korte film)
- 2012: The Last Ride als Wanda
- 2014: Authors Anonymous als Hannah Rinaldi
- 2015: The Wedding Ringer als Gretchen Palmer
- 2015: Burning Bodhi als Katy
- 2015: Alvin and the Chipmunks: The Road Chip als Eleanor (stem)
- 2016: Why Him? als Justine (stem)
- 2022: The man from Toronto als Anne
- 2022: Meet Cute als Sheila
- 2024: Role Play als Emma

#### Televisie
- 1994: My So-Called Life als Young Angela Chase
- 1994: Northern Exposure als Miranda
- 2000: Homewood PI als Lauren Crane
- 2000: Don't Forget Your Toothbrush als Ashley
- 2000-2001: Ladies Man als Bonnie Stiles
- 2002: First Monday als Alyssa
- 2002: The Ellen Show als Venessa
- 2002: The Nightmare Room als Kristin Ferris
- 2002-2005: 8 Simple Rules Bridget Hennessy
- 2004: The Help (televisieserie) als Carly Micheals
- 2004: Complete Savages als Erin
- 2005-2006: Charmed als Billie Jenkins
- 2006-2008: Monster Allergy als Elena Potato (31 afleveringen)
- 2007: Prison Break als Sasha Murray (2 afleveringen)
- 2007-2019: The Big Bang Theory als Penny
- 2019-heden: Harley Quinn (animatieserie) als Harley Quinn (stemrol)
- 2020-2022: The Flight Attendant als Cassie Bowden

### Als zichzelf
- 2003: The Teen Choice Awards 2003
- 2003: A Merry Mickey Celebration
- 2003: A Life of Laughter: Remembering John Ritter
- 2004: Punk'd (seizoen 3, aflevering 3)
- 2012: The Ellen DeGeneres Show: with Kaley Cuoco
- 2016: Lip Sync Battle
- 2017: Handsome: A Netflix Mystery Movie

### Gastrollen
- 30 oktober 1996: Ellen als Ellen als kind (seizoen 4, aflevering 6)
- 22 oktober 2001: 7th Heaven als Lynn (seizoen 6, aflevering 5)
- 5 november 2004: Complete Savages als Erin (seizoen 1, aflevering 7)
- 7 maart 2005: Pet Star als jurylid (seizoen 3, aflevering 14)
- 8 oktober 2005: Loonatics Unleashed als Paula Hayes (seizoen 1, aflevering 4)